# Marktheidenfelder Platte
Die Marktheidenfelder Platte (zuweilen auch Remlingen-Urspringer Hochfläche) ist ein Naturraum der Haupteinheitengruppe Mainfränkische Platten (Haupteinheitengruppe 13). Der weitaus größte Teil des Naturraums entfällt auf Bayern, vereinzelte Teile liegen auch im Norden Baden-Württembergs. Die Marktheidenfelder Platte liegt zwischen dem Mainviereck, das den Südspessart umschließt, und dem Maindreieck, welches das Hauptweinanbaugebiet Frankens ist. Die flache bis hügelige Hochfläche wird vom Main eingerahmt und hat eine Ausdehnung von 574 km². Bei Urphar nahe Wertheim hat die Platte ihren südwestlichsten Punkt. Nach Süden schließt sie den Naturraum nördlich der Tauber, mit kleinem baden-württembergischen Anteil, bis zum fruchtbaren Ochsenfurter Gau bei Würzburg ab. Im Bereich der Platte sind vor allem die Gebiete um die Orte Steinfeld, Birkenfeld, Uettingen und Helmstadt ackerbaugeprägt, jedoch auch durch eine waldreiche Landschaft gekennzeichnet. Die Marktheidenfelder Platte führt die Nr. 132 in der Systematik des Handbuchs der naturräumlichen Gliederung Deutschlands. Nach Norden grenzt die Marktheidenfelder Platte an den Sandstein-Spessart und im Süden und Westen an das Tauberland. Namengebend für die Marktheidenfelder Platte ist die in Bayern liegenden Stadt Marktheidenfeld.

## Info
Die mit flachen Hügeln besetzte, zertalte Hochfläche ist in ihrem Zentrum aus Muschelkalk aufgebaut. Im Westen findet sich Röt, im Osten Lettenkeuper. Das Gelände fällt von den zwischen 370 und 400 m hohen Randlagen im Norden und Süden zur Mitte hin auf 200 bis 300 m Höhe über NN ab und zeigt ein bewegtes Relief. Das von Ackerbau geprägte Landschaftsbild wird durch eingestreute Dörfer und Waldparzellen aufgelockert. Der gesamte Mainfränkische Bereich wurde aufgrund der lösshaltigen Böden und guter klimatischer Bedingungen schon sehr früh besiedelt. Siedlungen, zumeist Haufendörfer in heute flurbereinigter Gewannflur, entstanden vorwiegend entlang der Fließgewässer. An süd- und südwestexponierten Muschelkalkhängen wird häufig Wein- oder Obstbau betrieben. Zum Teil finden sich hier aber auch Schafweiden sowie Trocken- und Halbtrockenrasen.

## Naturräumliche Gliederung
Die Marktheidenfelder Platte gliedert sich naturräumlich wie folgt:
- (zu 13 Mainfränkische Platten)
  - 132 Marktheidenfelder Platte auch (Remlingen-Urspringer Hochfläche)
    - 132.0 Naturräumliche Einheit 132.0 (ohne Namen)
      - 132.00 Karlstadt-Birkenfelder Kalklößplatten
      - 132.01 Eisinger Höhe
      - 132.02 Roden-Waldzeller Rötflächen
      - 132.03 Urphar-Dertinger Hügelland

## Berge
- unbenannter Berg (392 m) 200 m südlich von Irtenberg
- Rainberg (385 m), südlich von Neubrunn
- Sesselberg (381 m), südlich von Helmstadt
- Allersberg (375 m), nördlich von Neubrunn
- Ameisenberg (374 m), südlich von Helmstadt
- Salzberg (369 m), nördlich von Halsbach
- Büchelberg (342 m), westlich von Würzburg

## Klima
Das Klima ist kontinental warm mit warmen Sommern und milden Wintern bei durchschnittlichen Jahrestemperaturen zwischen 8,5 und 9,5 Grad Celsius. Die durchschnittlichen Jahresniederschläge bewegen sich im Regenschatten von Spessart und Rhön um 600 mm.

## Schutzgebiete
Das FFH-Gebiet „Irtenberger und Guttenberger Wald“ ist das größte Schutzgebiet in der Landschaft. Als Erhaltungsziele werden z. B. aufgeführt: Erhaltung bzw. Wiederherstellung großer, laubholzreicher Wälder mit Waldgesellschaften trockener bis feuchter Standorte als repräsentativer, großflächiger Laubwaldkomplex mit für den Naturraum Mainfränkische Platten seltenen Moorstandorten und wertvollen Fledermaus-Habitaten mit höchsten Populationsdichten der Bechsteinfledermaus in Unterfranken. Weiterhin kommen hier Flachland-mähwiesen, Auwälder oder auch der Kammmolch vor. Die Trockenrasen entlang der Talflanken stellen einen großflächigen Lebensraumkomplex mit landesweiter Bedeutung für den Arten- und Biotopschutz dar. Die Steinbrüche und Feuchtgebiete der Wälder sind ebenfalls von landesweiter Bedeutung. Der Neubau der ICE-Strecke Würzburg – Hannover gilt als erhebliche Störung.

## Wichtige Orte
- Marktheidenfeld
- Heidingsfeld
- Kist
- Reichenberg
- Uettingen
- Hettstadt
- Greußenheim
- Steinfeld